# Dardan d'Abkhazie
Dardan Chervachidze, aussi appelé Dardin (en géorgien : დარდან შირვაშიძე ; mort le 26 juin 1243 à Köse Dağ) est un noble géorgien du XIIIe siècle. Membre de la dynastie des Chervachidzé, il dirige l'Abkhazie en tant que gouverneur héréditaire (eristavi) pour le compte de la reine Roussoudan de Géorgie, alors que les Mongols envahissent et soumettent le royaume à leur joug. Opposé à ces derniers, il forme une alliance avec d'autres nobles géorgiens et offre son aide aux Seldjoukides contre les Mongols, mais est tué lors d'une bataille décisive en 1243.

## Biographie
Peu d'informations sont connues sur Dardan Chervachidze, les règnes des princes abkhazes du Moyen Âge étant peu documentés par les sources géorgiennes contemporaines. Membre d'une dynastie influente en Géorgie occidentale, il devient eristavi de la province géorgienne d'Abkhazie, probablement lors des dernières années de l'âge d'or du royaume géorgien, et reste un témoin de l'invasion mongole de la Géorgie à la fin des années 1230.
Dardan est l'un des derniers princes géorgiens à refuser de se soumettre au joug des envahisseurs, permettant à l'Abkhazie de rester indépendante du khan Ögödei (r. 1227-1241). En 1243, alors que la reine Roussoudan accepte la suzeraineté des Mongols sur la Transcaucasie, Dardan rejoint les troupes de Kay Khusraw II, sultan seldjoukide de Rum, qui tente de former une ultime opposition aux envahisseurs dans le monde turc, aux côtés d'autres nobles rebelles de Géorgie tel que Chamadavle d'Akhaltsikhe en 1243. Ironiquement, le 26 juin 1243, Dardan est l'un des commandants du côté seldjoukide à Köse Dağ, affrontant quelque 3 000 auxiliaires géorgiens (parmi les 15 à 20 000 hommes des troupes ennemies). L'eristavi est tué au combat et les Mongols remportent une victoire décisive malgré la supériorité numérique des troupes turques.

### Sources
- Claude Cahen, « Köse Dagh » in Encyclopaedia of Islam, P. Bearman et al. (Brill 2007).